# Vieska nad Blhom
Vieska nad Blhom (in ungherese: Balogújfalu) è un comune della Slovacchia facente parte del distretto di Rimavská Sobota, nella regione di Banská Bystrica.